# Mallig
Mallig es un municipio filipino de cuarta categoría perteneciente a  la provincia de La Isabela en la Región Administrativa de Valle del Cagayán, también denominada Región II.

## Geografía
Tiene una extensión superficial de 133.40 km² y según el censo del 2007, contaba con una población de 29.245 habitantes y 5.064 hogares; 28.345 habitantes el día primero de mayo de 2010

### Barangayes
Mallig se divide administrativamente en 18 barangayes o barrios, 9 de  carácter rural y los 9 restantes de carácter urbano.
| - San Pedro (Barucbuc Sur) - Bimonton - Casili - Centro I (Población) - Viernes Santo (Holy Friday) - Maligaya - Manano - Olango - Centro II (Población) | - Rang-ayan - San Jose Norte I - San Jose Sur - Siempre Viva Norte - Trinidad - Victoria - San Jose Norte II - San Ramon - Siempre Viva Sur |

## Historia
Este municipio data del año 1952 y se formó con territorios de estos cuatro  municipios:
- Roxas: Viernes Santo (Holy Friday), San Jose del Este y San Jose del Oeste.
- Ciudad de Ilagán: Casili, Olango Primero, Olango Segundo, San Jose Nuevo y Manano.
- Tumauini: Barucbuc, Siempre Viva, Bimmonton, Pasurgong, Manga y Settlement I.
- Santo Tomás: Abut y  Minagbag.